# Luke Travers
Luke Jacob Travers (Perth, 3 de setembro de 2001) é um jogador australiano de basquete profissional que atualmente joga no Cleveland Cavaliers da National Basketball Association (NBA) e no Cleveland Charge da G-League.
Travers optou por começar sua carreira profissional na Austrália. Ele fez sua estreia pelo Perth Wildcats na National Basketball League (NBL) em 2019 e foi selecionado pelos Cavaliers como a 56ª escolha geral no draft da NBA de 2022. Ele se juntou ao Melbourne United em 2023 e depois se juntou ao Cavs em 2024.

## Início da vida e carreira
Travers nasceu no subúrbio de Rockingham, no sul de Perth. Ele estudou na Port Kennedy Primary School e na Willetton Senior High School. Ele jogou basquete pelo Rockingham Flames quando era adolescente.

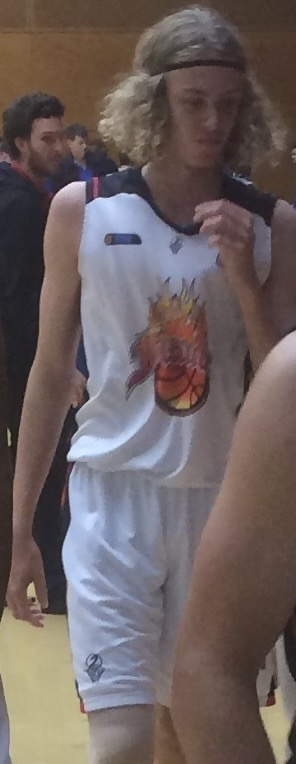
Travers em 2017

Travers fez sua estreia profissional pelo Rockingham Flames na State Basketball League (SBL) em 2017. Ele entrou em ação em cinco jogos e totalizou cinco pontos. Em 2018, ele jogou cinco jogos durante a temporada regular e depois todos os cinco jogos durante as finais, ajudando o Flames a varrer o Geraldton Buccaneers por 2 a 0 nas quartas de final e teve médias de 14,7 pontos durante a derrota da semifinal por 2 a 1 para o Perry Lakes Hawks. Naquele ano, ele foi nomeado Jogador Masculino do Ano da WABL. Em 2019, ele jogou 18 jogos pelo Flames e teve médias de 11,7 pontos, 5,2 rebotes e 2,3 assistências. Ele foi um jogador essencial para os Flames em 2019 e foi posteriormente nomeado o Jogador que Mais Evoluiu da SBL.

## Carreira profissional

### Perth Wildcats (2019–2023)

#### Temporada de 2019–20
Em 1º de agosto de 2019, Travers assinou com o Perth Wildcats como jogador de desenvolvimento para a temporada de 2019-20 da NBL. Seu atletismo de elite e capacidade de jogar em várias posições o tornaram uma opção atraente para os Wildcats. Considerado um dos prospectos de basquete mais procurados da Austrália, ele teve interesse de várias universidades nos Estados Unidos, mas indicou seu desejo de se tornar profissional devido à falta de motivação. Em sua estreia pelos Wildcats em 1º de dezembro de 2019, ele teve três pontos, quatro assistências e dois rebotes em aproximadamente 11 minutos em uma derrota por 99-88 para o Adelaide 36ers. Em 20 de dezembro de 2019, ele optou por abrir mão do basquete universitário e começar sua carreira profissional, assinando uma extensão de contrato de três anos com os Wildcats. Ele jogou quatro partidas durante a temporada e foi membro do time campeão do Wildcats em março de 2020.

#### Temporada de 2020–21
Continuando como um jogador de desenvolvimento na temporada de 2020-21 da NBL, Travers foi empurrado para um papel muito maior no início, sendo titular em ambos os jogos de pré-temporada. Embora principalmente um ala tradicional, ele adicionou força ao seu corpo durante a offseason e foi designado para o papel de ala-pivô titular. Ele foi substituído na escalação inicial no meio da temporada, com Travers mais tarde afirmando que ele ficou complacente na função e foi forçado a trabalhar para voltar à disputa inicial. Na vitória na semifinal sobre Illawarra Hawks, Travers teve médias de 10,7 pontos, 7,3 rebotes e três assistências. Ele perdeu os dois primeiros jogos da final contra o Melbourne United com uma lesão na panturrilha, retornando no terceiro jogo para registrar nove pontos e seis rebotes saindo do banco em uma derrota de 81–76 que encerrou a série.

#### Temporada de 2021–22
Travers entrou na temporada de 2021-22 da NBL como um jogador totalmente contratado e ganhou a classificação de número 83 no top 100 do ranking do draft da NBA da ESPN. Em 5 de dezembro de 2021, ele teve 14 rebotes, o recorde da carreira, na vitória por 90-67 sobre o Cairns Taipans. Em 5 de fevereiro de 2022, ele marcou 24 pontos, o recorde da carreira, em uma vitória por 101-79 sobre o South East Melbourne Phoenix. Ele teve médias de 7,8 pontos, 5,4 rebotes, 2,3 assistências, 0,8 roubos de bola e 0,7 bloqueios durante a temporada de 2021-22.

#### Draft da NBA de 2022 e Summer League
Em 24 de abril de 2022, Travers se declarou para o draft da NBA de 2022. Ele foi selecionado pelo Cleveland Cavaliers como a 56ª escolha geral. Ele se juntou aos Cavaliers para a Summer League de 2022, onde teve médias de 6,6 pontos, 4,6 rebotes, 1,8 assistências, 1,2 roubos de bola e 1,2 bloqueios em cinco jogos.

#### Temporada de 2022–23
Travers voltou ao Perth Wildcats para a temporada de 2022–23 da NBL. Ele ajudou os Wildcats a retornarem às finais ao registrar 22 pontos, 11 rebotes e seis assistências no último jogo da temporada regular contra o Sydney Kings. Em 29 jogos, ele teve médias de 9,7 pontos, 5,7 rebotes, 2,9 assistências e 1,1 roubos de bola.
Travers rescindiu seu contrato com os Wildcats em 30 de março de 2023.

### Melbourne United (2023–2024)
Em 17 de abril de 2023, Travers assinou um contrato de três anos com o Melbourne United. Três meses depois, ele ajudou o Cleveland Cavaliers a vencer o título da Summer League de 2023. Ele jogou em cada um dos cinco jogos de Cleveland com médias de 7,8 pontos, 6,8 rebotes, 1,6 assistências e 2,2 bloqueios.
Embora inicialmente contratado para preencher uma função de ala-pivô, Travers foi testado como armador durante a pré-temporada. Em sua estreia em 28 de setembro de 2023, ele marcou 20 pontos em uma vitória de 82-67 sobre o South East Melbourne Phoenix. No primeiro jogo da série de semifinais contra o Illawarra Hawks, Travers teve 24 pontos e oito rebotes em uma vitória de 115-106 na prorrogação. Em 36 jogos (34 como titular) durante a temporada de 2023–24 da NBL, ele teve médias de 12,4 pontos, 7,6 rebotes, 2,1 assistências, 1,3 bloqueios e 1,1 roubos de bola em 27,0 minutos.
Em 7 de agosto de 2024, o Melbourne United concedeu a Travers uma liberação de seu contrato para buscar oportunidades na NBA.

### Cleveland Cavaliers (2024–Presente)
Em julho de 2024, Travers voltou a se juntar ao Cleveland Cavaliers para a Summer League de 2024 e, em 28 de agosto, assinou um contrato de duas vias com o time, dividindo a temporada de 2024–25 com a afiliada dos Cavaliers na G-League, o Cleveland Charge. Ele jogou em todos os quatro jogos de pré-temporada nos Cavaliers. Em 1º de novembro de 2024, ele fez sua estreia na NBA contra o Orlando Magic e registrou quatro pontos, dois rebotes, duas assistências e um bloqueio em uma vitória de 120–109.

## Carreira na seleção
Em 2018, Travers representou a Seleção Australiana na Copa do Mundo Sub-17 na Argentina e ganhou o ouro no Copa da Ásia Sub-16 na China. Ele teve 22 pontos, oito rebotes, três assistências, quatro roubos de bola e dois bloqueios na vitória decisiva sobre a China e foi nomeado para a Segunda-Equipe do torneio.
Em agosto de 2022, Travers fez sua estreia pela seleção principal durante as eliminatórias da Copa do Mundo.